# Rosita Pisano
Rosa Pisano mieux connue comme  Rosita Pisano née à Naples le 15 octobre 1919 et morte à Rome le 24 décembre 1975 est une actrice italienne.

## Biographie
Rosita Pisano est née à Naples, dans une famille d'acteurs de théâtre dialectal. Elle a fait ses débuts sur scène avec sa famille et a ensuite rejoint la compagnie d'Eduardo et Peppino De Filippo.  Après la guerre elle a continué à travailler avec Eduardo De Filippo et à partir des années 1950 avec d'autres compagnies, notamment celle de Nino Taranto. Rosita Pisano a été également active au cinéma et à la télévision, principalement dans des rôles secondaires,.

## Filmographie partielle
- 1951 : Naples millionnaire d'Eduardo De Filippo
- 1952 : 
  - Totò en couleurs (Totò a colori) de Steno
  - Non è vero... ma ci credo de Sergio Grieco
- 1955 : Totò e Carolina de Mario Monicelli
- 1958 : Il marito de Nanni Loy, Fernando Palacios et Gianni Puccini
- 1961 : 
  - Le Roi des truands (titre original :Il Re di Poggioreale)  de Duilio Coletti
  - Pesci d'oro e bikini d'argento de Carlo Veo
- 1969 :Pensando a te d'Aldo Grimaldi
- 1972 : Boccace raconte (titre original : Boccaccio) de Bruno Corbucci
- 1975 : Liberté, mon amour ! (titre original : Libera, amore mio!) de Mauro Bolognini